# Capparicordis yunckeri
Capparicordis yunckeri är en kaprisväxtart som först beskrevs av Paul Carpenter Standley, och fick sitt nu gällande namn av Hugh Hellmut Iltis och Cornejo. Capparicordis yunckeri ingår i släktet Capparicordis och familjen kaprisväxter. Inga underarter finns listade i Catalogue of Life.